# باشگاه تنیس و کروکت انگلستان

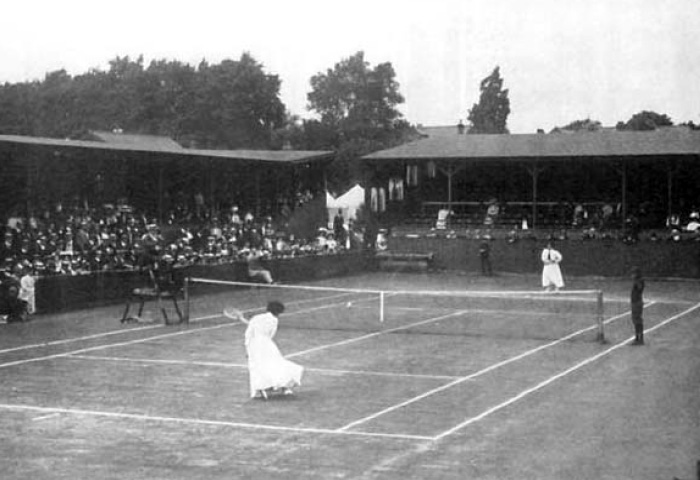
فینال تنیس زنان بازی‌های المپیک تابستانی ۱۹۰۸

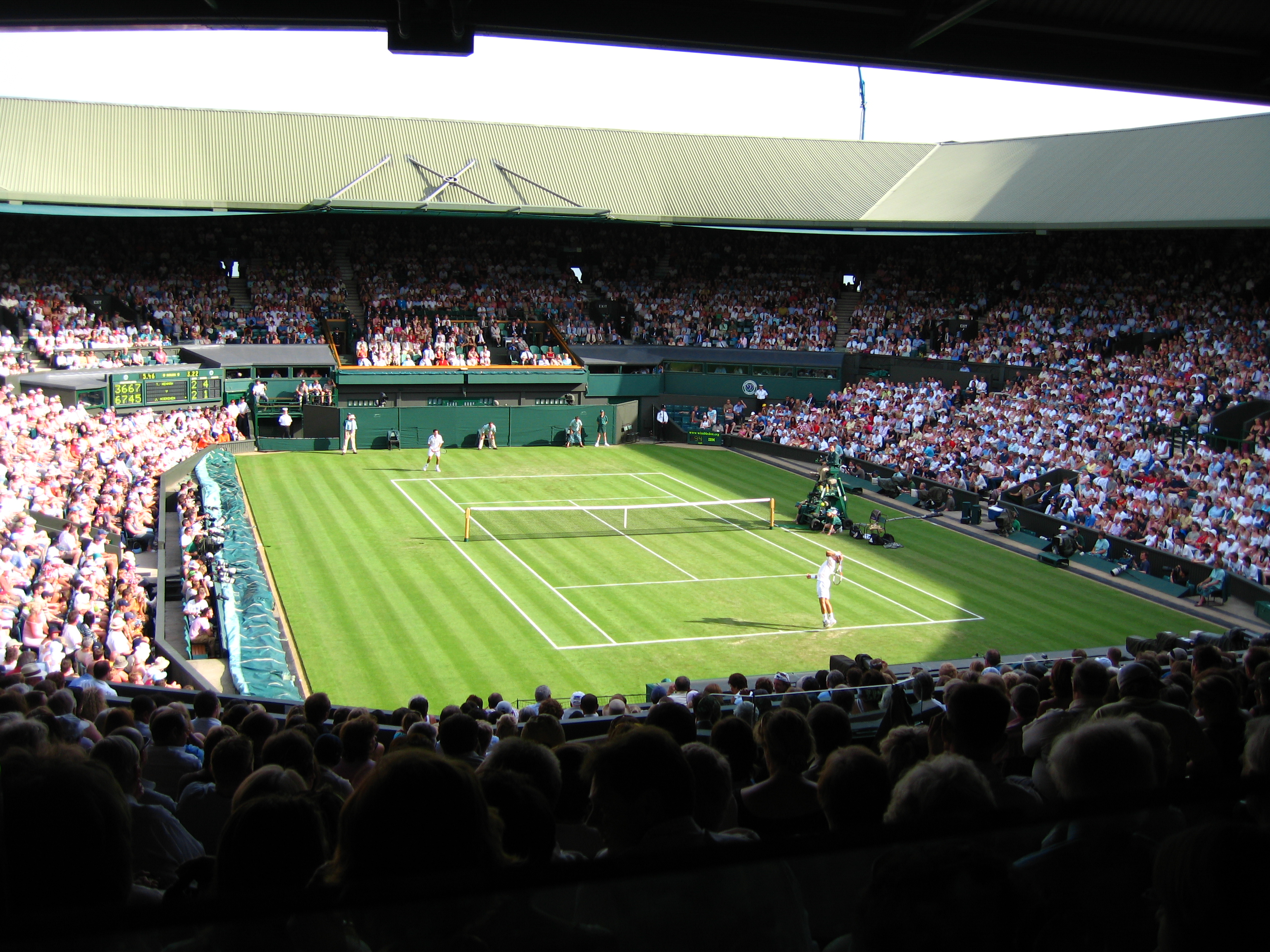

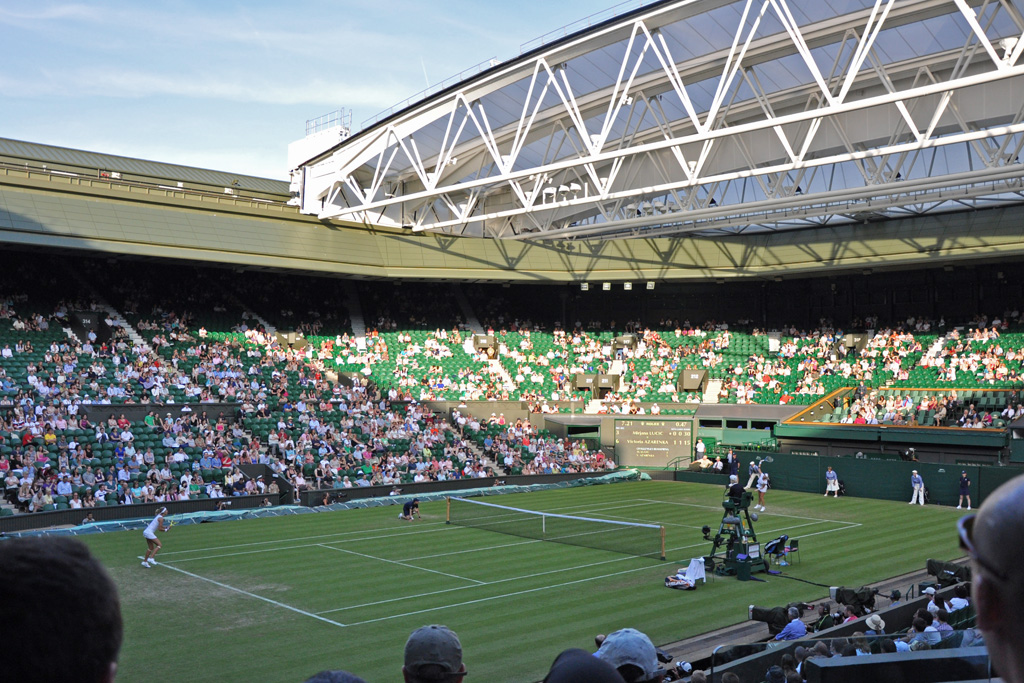

 باشگاه تنیس و کروکت انگلستان  (به انگلیسی: All England Lawn Tennis and Croquet Club) یک مجموعه ورزشی در ویمبلدون، لندن است.
این مجموعه ورزشی در سال ۱۸۶۸ میلادی برای ورزش کروکت تأسیس شد و هم‌اکنون به دلیل برگزاری مسابقات تنیس گرند اسلم شهرت دارد، از حامیان این باشگاه می‌توان الیزابت دوم ملکه انگلستان و پرنس ادوارد، دوک کنت نام برد.
مسابقات تنیس بازی‌های المپیک تابستانی ۲۰۱۲ در این ورزشگاه‌های این باشگاه برگزار می‌شود.